# Dánsko na Zimních olympijských hrách 1998
Dánsko se účastnilo Zimní olympiády 1998. Zastupovalo ho 12 sportovců (5 mužů a 7 žen) v 6 sportech.

## Medailisté
| Medaile | Jméno                                                                     | Sport   | Soutěž       |
| ------- | ------------------------------------------------------------------------- | ------- | ------------ |
| Stříbro | Jane Bidstrup Dorthe Holm Helena Blach Lavrsen Margit Pörtner Trine Qvist | Curling | Družstvo žen |